# Harkovi Népköztársaság

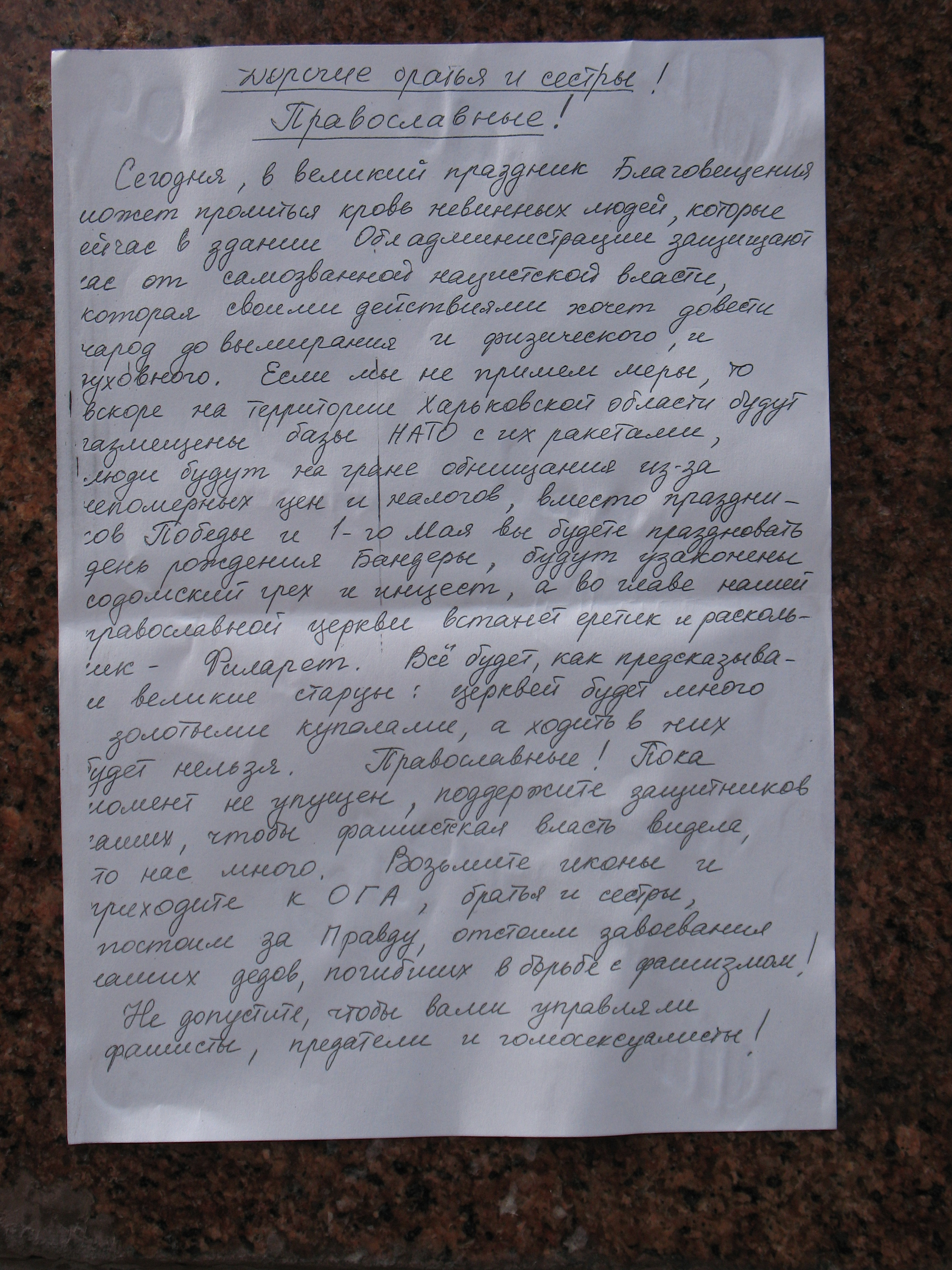
A köztársaság kikiáltásának napján keletkezett, kézzel írt demonstrációs dokumentum

A Harkovi Népköztársaság (oroszul: Харьковская Народная Республика) egyike az ukrajnai orosz de facto szakadár államalakulatok létrehozására irányuló kísérleteknek, amiket a 2014-es ukrán forradalom hatására kiáltott ki a helyi orosz kisebbség és orosz-párti ukránok. A Harkovi Népköztársaság ugyan egy demonstráló csoport révén kikiáltásra került, de mint állam soha sem funkcionált (nem jött létre saját apparátusa).
A köztársaság megalakulását a Donyecki Népköztársaság létrejöttével csaknem egy időben, 2014. április 7-én jelentették be a tüntetők által elfoglalt megyei tanács épületében, Harkivban.
A magát szuverén államként meghatározó formáció nyomban elkezdte szervezni apparátusát és felvette a kapcsolatokat más országokkal, hogy a nemzetközi joggal összhangban ismerjék el önállóságát. Ennek megfelelően a köztársaság vezetői úgy tervezték, hogy népszavazással is megerősítik önállósodási szándékukat.
Az ukrán különleges erők másnap visszafoglalták az épületet és gyakorlatilag felszámolták a frissen létrejött államot. Két héttel később, április 21-én újabb megmozdulást történt, amelynek keretében új „népkormányzó”-t választottak a tüntetők. Ez volt a harkivi köztársaság utolsó mozzanata.
A kelet-ukrajnai háború ennek ellenére nem kerülte el a területet: a Luganszki és Donyecki Népköztársaság fegyveresei területükről már az év novemberében bombázták Harkovot is.
A 2022-es orosz invázió során, mely jelenleg is tart, az orosz csapatok egyelőre nem tudták elfoglalni Harkivot. A hírek szerint Herszonban terveznek felállítani (visszaállítani) egy újabb orosz szakadár köztársaságot, ahol 2014-ben is volt egy szeparatista kísérlet, mely hamar elbukott.

## Előzmények
Orosz források az események közvetlen előzményének tekintik, amikor a helyi politikusok egy része, köztük Mihajlo Dobkin volt kormányzó föderalizációs tervet javasolt Ukrajna számára, melynek keretében a Donyec-medence autonómiához jutna. Az ukrán hatóságok ezt az állam szuverenitása és egysége elleni fellépésként értékelték, s Dobkint letartóztatták.
A kijevi forradalom eseményei Harkivban és a régió más városaiban is feszültséget szültek. Februárban Euromajdan-párti tüntetők a városi Lenin-szobor elbontását követelték, amit a helyi oroszok és a városvezetés is ellenzett. Márciusban mindkét oldalon tüntetések kezdődtek. Március 1-jén a két tábor össze is csapott, a konfliktusnak akkor 97 sérültje volt. Hennagyij Kernesz harkivi polgármester felszólította a Majdan-ellenes tüntetőket, hogy ne engedjenek a Majdan-pártiak provokációinak.
A következő hetek tüntetésein a résztvevők gyakran követelték népszavazás kiírását többek között a nyelvhasználatról és autonómiáról. Március közepén az ukrán nacionalista Jobboldali Szektor is beavatkozott a tüntetésekbe, akik erőszakos eszközöktől sem riadtak vissza.

## A „népköztársaság” kikiáltása
Április 6-án az orosz és orosz-párti tüntetők ismét megmozdulást tartottak a harkivi Szabadság téren, követelve Ukrajna föderalizálását és az orosz nyelv államnyelvi szintű státuszának elismerését. A helyszínen 3000 résztvevő volt jelen, további 400 rendőr próbált felügyelni a közbiztonságra. Ukrán oldalról (nem lehet tudni, hogy a Majdan-pártiak vagy pedig szélsőségesek) rátámadtak a demonstrálókra.
Április 7-én a tömeg a területi tanács Szumszka utcai székházához vonult, megszállta az épületet és Szergej Csernov elnöknek kérelmet nyújtott be a rögtönzött tanács összehívására. Ezt követően a tüntetők saját ülést tartottak, amelyen kifejtették, hogy a területi képviselők iránt nem éreznek bizalmat, ezért saját képviselőket választanak. Miután ez megtörtént, az új „képviselők” a tanácsháza előtt letették esküjüket és bejelentették az új népköztársaság megalakulását. Kijelentették továbbá, hogy ez a határozat akkor lesz érvényes az egész régióra, miután azt egy tervezett népszavazás megerősíti.
A köztársaságot irányító szerv Viktor Janukovicshoz fordult legitimációért és Moszkvát kívánta felkérni közvetítőnek.

## A „népköztársaság” felszámolása
A köztársaság meghirdetését követően az orosz és orosz-párti tüntetők megint összecsaptak a Majdan-pártiakkal. Az ukrán hatóságok gyorsan reagáltak és megszervezték a terrorellenes műveletet, amelyet másnap végre is hajtottak. Április 8-án az ukrán belbiztonsági erők Jaguar kódnevű különleges egysége visszafoglalta a területi tanácsot a tüntetőktől. 60 embert a városban és a területen őrizetbe is vettek. A „köztársaság” felszámolására a biztonsági erőknek nem kellett lőfegyvereket vagy gránátokat bevetniük, ám az akció idejére a metróállomásokat és a városközpontot lezárták.
Ennek ellenére a tüntetések és az összecsapásokban Harkivban még napokig folytak. Április 13-án a korábbiakhoz képest jóval nagyobb összecsapások zajlottak a városban, amelyen az emberek többek között a megalakult donyecki és a már szerveződő luhanszki köztársaságokat is éltették.

## Galéria

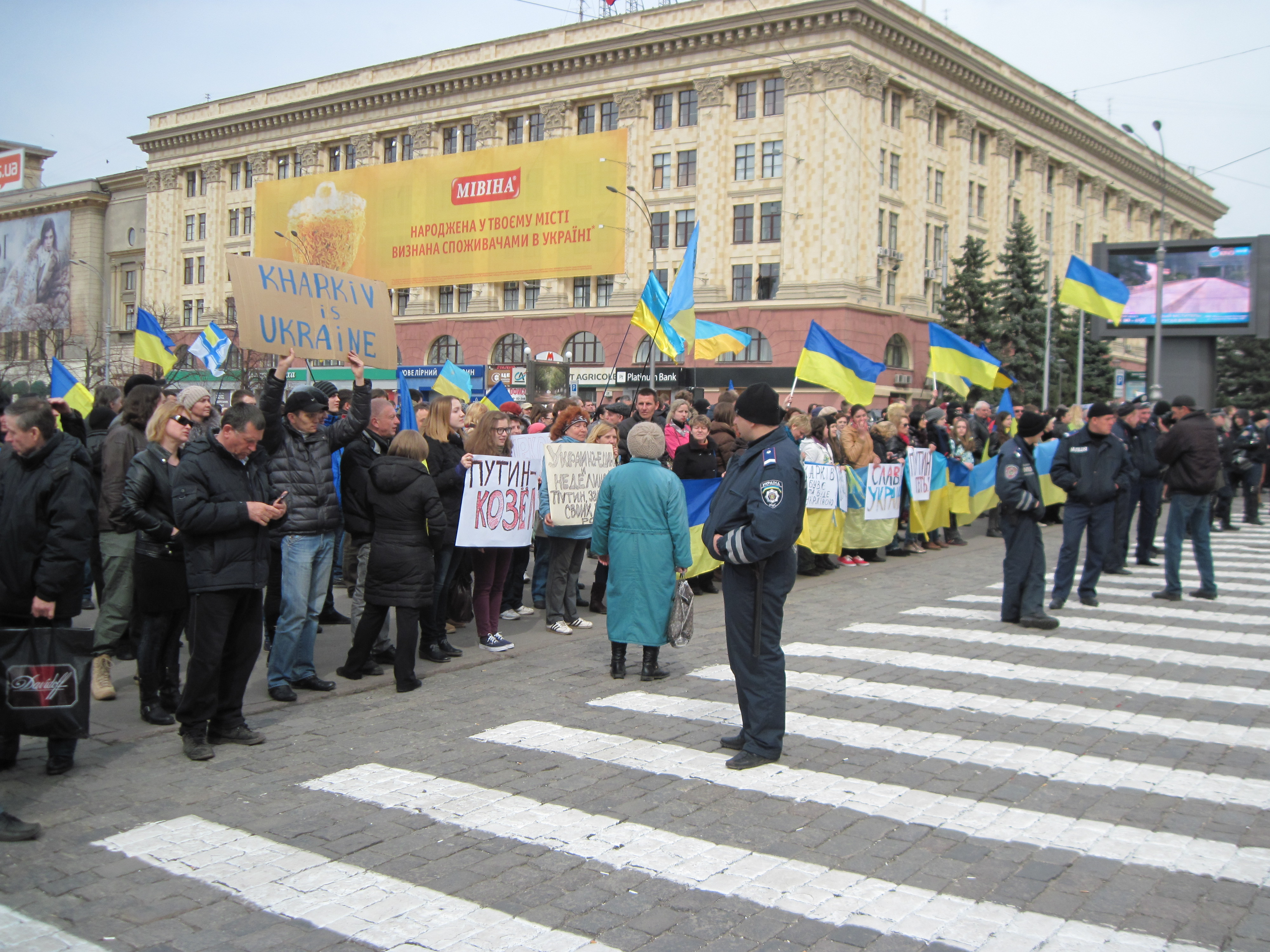
Majdan-párti tüntetők április 7-én
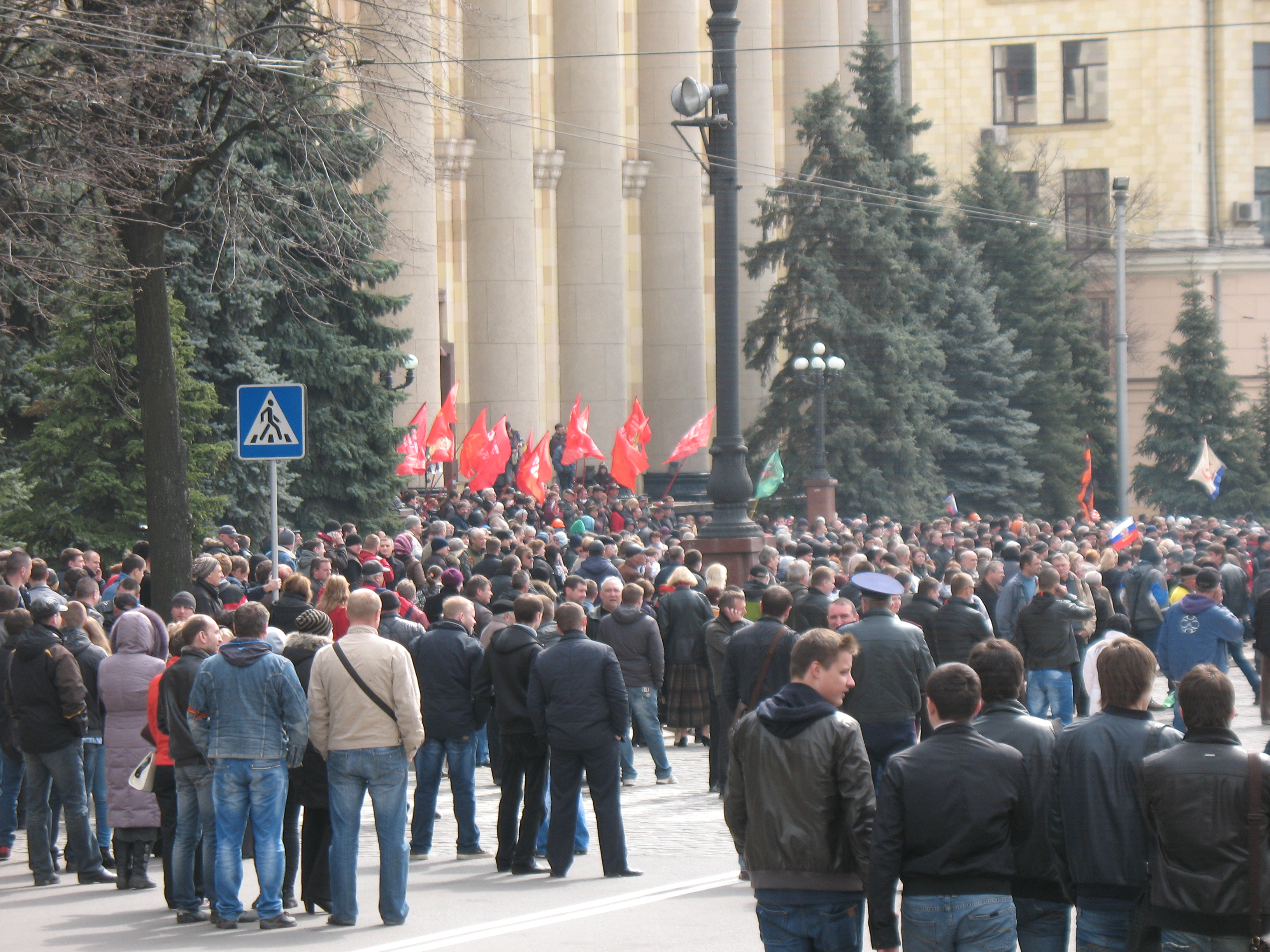
A tömeg a területi tanács épülete előtt, a „köztársaság” kikiáltásakor
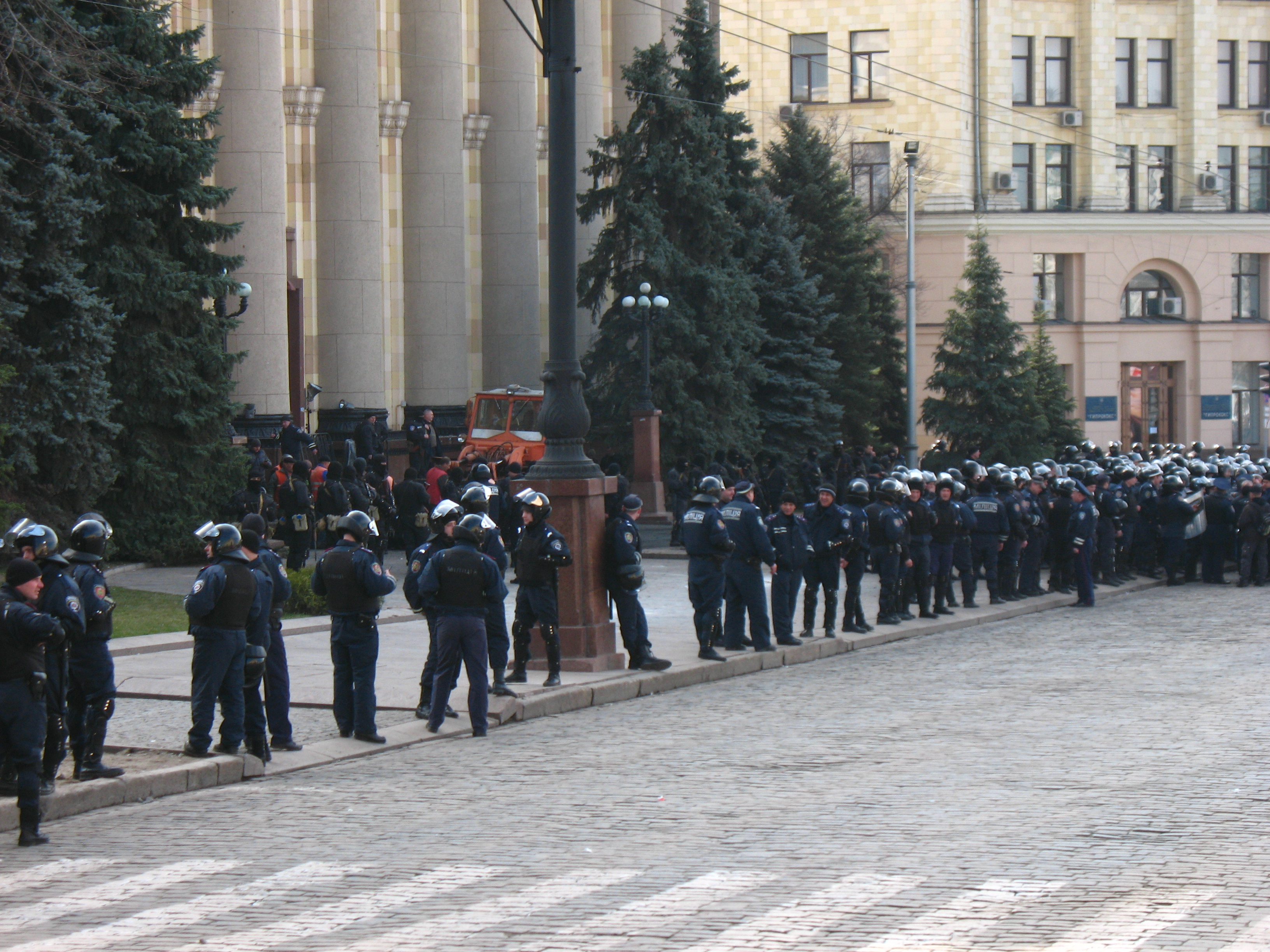
Rendőri erők a területi tanács épülete előtt, a Jaguár akcióját követően
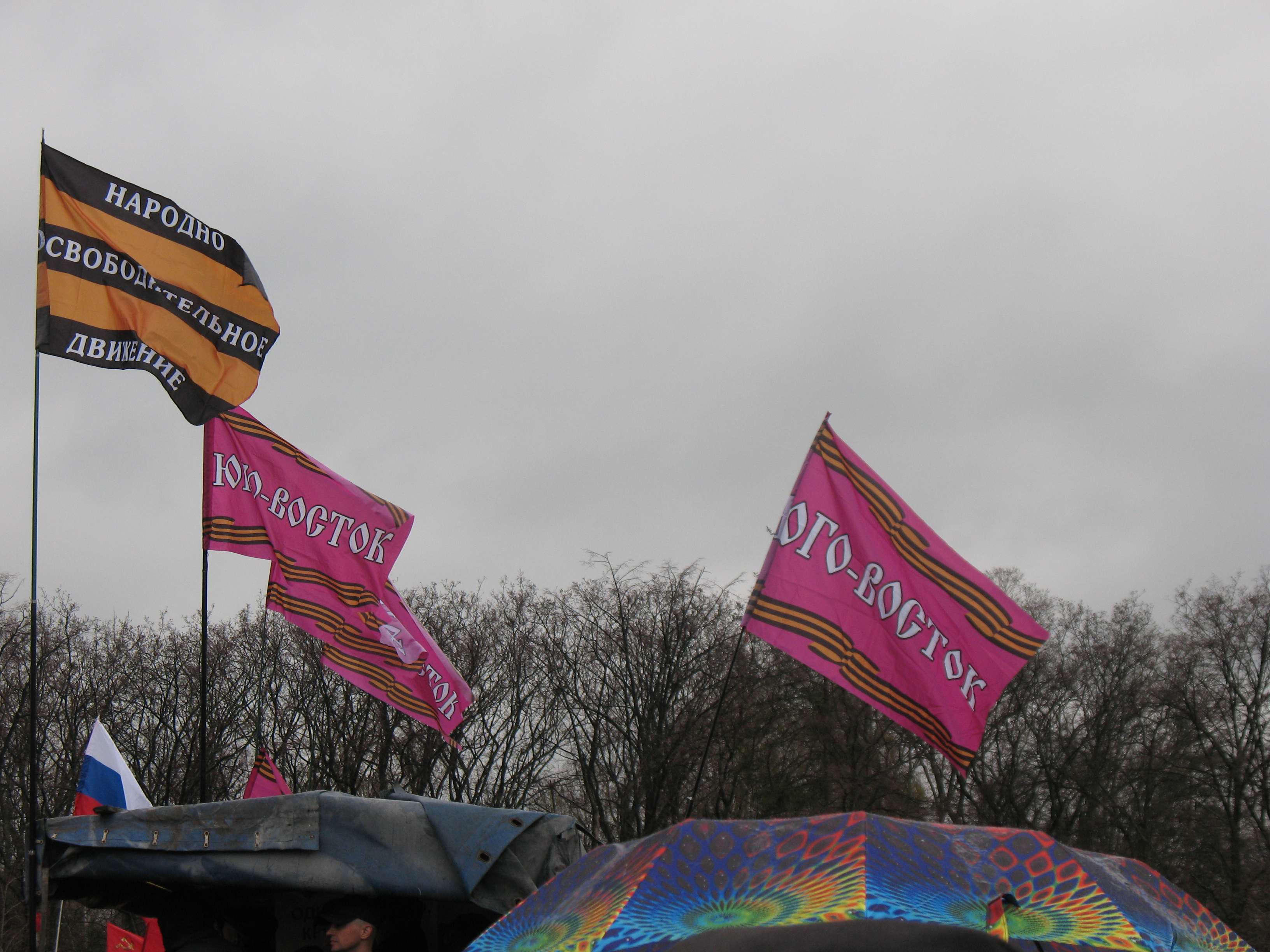
Orosz-párti jelszavakat tartalmazó  zászlók április 13-án

## Lásd még
- Odesszai Népköztársaság